# HD 174980
HD 174980，又名BD+73 835，SAO 9241、HR 7117，是一颗恒星，视星等为5.27，位于銀經105.11，銀緯26.39，其B1900.0坐标为赤經18h 48m 16.3s，赤緯+73° 26.39′ 11″。